# Třída El Yadekh
Třída El Yadekh (jinak též třída Kebir) je třída hlídkových lodí alžírského námořnictva. Všechny jsou stále v aktivní službě.

## Stavba
Plavidla byla navržena ve Velké Británii. První tři jednotky postavila loděnice Brooke Marine Ltd. v Lowestoftu a ostatní byly postaveny v alžírské loděnici ONCN / CNE v Mers El Kébiru. Dle serveru Worldwarships.com bylo v letech 1982–2005 do služby zařazeno celkem 15 jednotek této třídy.

## Konstrukce
Výzbroj prvních dvou jednotek tvoří jeden 76mm kanón OTO Melara a dva 14,5mm kulomety. U ostatních plavidel 76mm kanón nahradil 25mm dvojkanón. Pohonný systém tvoří dva diesely MTU 12V538 TB92, pohánějící dva lodní šrouby. Nejvyšší rychlost dosahuje 27 uzlů.